# Luis Advíncula
Luis Jan Piers Advíncula Castrillón, né le 2 mars 1990 dans le district de El Carmen, province de Chincha au Pérou, est un footballeur international péruvien. Il évolue au poste d'arrière droit à Boca Juniors.

## Biographie

### Carrière en club
Luis Lucho Advíncula fait ses débuts en 1re division péruvienne au sein du Juan Aurich le 21 février 2009 face à l'Inti Gas. En 2010, il rejoint le Sporting Cristal. Repositionné arrière-droit par Roberto Mosquera en 2012, il termine champion du Pérou avec ce club à la fin de la saison.
Transféré en 2013 au Hoffenheim en Bundesliga allemande, il n'y joue que très peu (deux matchs) et est prêté successivement au Ponte Petra (Brésil), Sporting Cristal – où il retourne brièvement en 2014 devenant champion du Pérou une deuxième fois – et Vitória Setúbal (Portugal).
En 2015, le club turc de Bursaspor l'achète pour 1,5 million d'euros, avant d'être prêté au Newell's Old Boys en Argentine. Advícula poursuit sa carrière en 2017 au Tigres UANL (Mexique). Il est prêté le 29 juillet 2018 pour une saison au Rayo Vallecano de Madrid. Son transfert devient définitif l'année suivante, mais il connaît la relégation en 2e division espagnole avec son nouveau club en fin de saison 2018-2019.
En 2021, il signe à Boca Juniors en Argentine. Il y étoffe son palmarès avec notamment une Coupe d'Argentine et un championnat gagné en 2022. Il atteint avec son club la finale de la Copa Libertadores 2023 contre Fluminense en marquant le but de l'égalisation transitoire à la 72e min. Néanmoins, Boca Juniors finit par s'incliner en prolongations 1-2. Notons qu'Advíncula compte 20 matchs de Copa Libertadores avec quatre buts, tous inscrits lors de l'édition 2023.

### Carrière en équipe nationale
Avec 113 matchs en équipe du Pérou depuis ses débuts en sélection, le 4 septembre 2010, en match amical face au Canada à Toronto (victoire 0-2), Luis Advíncula est l'un des piliers de la Blanquirroja des années 2010. Il a participé à la Coupe du monde 2018 en Russie où il joue les trois matchs de sa sélection, éliminée au 1er tour. Il dispute également trois éditions de la Copa América où son équipe atteint toujours le podium (troisième en 2011 et 2015; finaliste en 2019).
Il marque son premier but international en ouvrant le score à la 22e min. à l'occasion d'un match amical face à l'Allemagne à Sinsheim, le 9 septembre 2018 (défaite 2-1). Le 8 juin 2021, il marque son deuxième but contre l'Équateur lors de la victoire 1-2 à Quito dans le cadre des éliminatoires à la Coupe du monde 2022.

### Engagement politique
Advíncula appelle à voter pour la candidate de droite Keiko Fujimori lors de l'élection présidentielle péruvienne de 2021.

## Statistiques

### En sélection nationale
| Saison                | Sélection             | Phases finales        | Phases finales | Phases finales | Phases finales | Éliminatoires CDM | Éliminatoires CDM | Éliminatoires CDM | Matchs amicaux | Matchs amicaux | Matchs amicaux | Total | Total | Total |
| Saison                | Sélection             | Compétition           | M              | B              | Pd             | M                 | B                 | Pd                | M              | B              | Pd             | M     | B     | Pd    |
| --------------------- | --------------------- | --------------------- | -------------- | -------------- | -------------- | ----------------- | ----------------- | ----------------- | -------------- | -------------- | -------------- | ----- | ----- | ----- |
| 2010-2011             | Pérou                 | Copa América 2011     | 5              | 0              | 1              | -                 | -                 | -                 | 9              | 0              | 0              | 14    | 0     | 1     |
| 2011-2012             | Pérou                 | -                     | -              | -              | -              | 3                 | 0                 | 1                 | 2              | 0              | 0              | 5     | 0     | 1     |
| 2012-2013             | Pérou                 | -                     | -              | -              | -              | 4                 | 0                 | 1                 | 4              | 0              | 0              | 8     | 0     | 1     |
| 2013-2014             | Pérou                 | -                     | -              | -              | -              | 3                 | 0                 | 0                 | 3              | 0              | 0              | 6     | 0     | 0     |
| 2014-2015             | Pérou                 | Copa América 2015     | 6              | 0              | 0              | -                 | -                 | -                 | 9              | 0              | 0              | 15    | 0     | 0     |
| 2015-2016             | Pérou                 | -                     | -              | -              | -              | 6                 | 0                 | 0                 | 2              | 0              | 0              | 8     | 0     | 0     |
| 2016-2017             | Pérou                 | -                     | -              | -              | -              | 1                 | 0                 | 0                 | 2              | 0              | 0              | 3     | 0     | 0     |
| 2017-2018             | Pérou                 | Coupe du monde 2018   | 3              | 0              | 0              | 2                 | 0                 | 0                 | 5              | 0              | 0              | 10    | 0     | 0     |
| 2018-2019             | Pérou                 | Copa América 2019     | 6              | 0              | 0              | -                 | -                 | -                 | 9              | 1              | 0              | 15    | 1     | 0     |
| 2019-2020             | Pérou                 | -                     | -              | -              | -              | -                 | -                 | -                 | 5              | 0              | 1              | 5     | 0     | 1     |
| 2020-2021             | Pérou                 | -                     | -              | -              | -              | 6                 | 1                 | 0                 | -              | -              | -              | 6     | 1     | 0     |
| 2021-2022             | Pérou                 |                       | -              | -              | -              | 11                | 0                 | 1                 | -              | -              | -              | 11    | 0     | 1     |
| 2022-2023             | Pérou                 |                       | -              | -              | -              | -                 | -                 | -                 | 4              | 0              | 0              | 4     | 0     | 0     |
| 2023-2024             | Pérou                 | Copa América 2024     | 1              | 0              | 0              | 4                 | 0                 | 0                 | 4              | 0              | 0              | 9     | 0     | 0     |
| 2024-2025             | Pérou                 | -                     | -              | -              | -              | 9                 | 0                 | 0                 | -              | -              | -              | 9     | 0     | 0     |
| Total sur la carrière | Total sur la carrière | Total sur la carrière | 21             | 0              | 1              | 49                | 1                 | 3                 | 58             | 1              | 1              | 128   | 2     | 5     |

## Palmarès

### En club
| Sporting Cristal - Championnat du Pérou (2) : - Champion : 2012 et 2014. |  | Boca Juniors - Championnat d'Argentine (1) : - Champion : 2022. - Coupe d'Argentine (1) : - Vainqueur : 2020. - Coupe de la Ligue professionnelle (1) : - Vainqueur : 2022. - Supercoupe d'Argentine (1) : - Vainqueur : 2022. |

### En sélection
Pérou
- Copa América :
  - Finaliste : 2019.
  - Troisième : 2011 et 2015.

### Distinction individuelle
- Inclusion dans l'équipe type de la Copa Libertadores 2023[11].